# Jackelberg (Berg)
Der Jackelberg ist ein 1412 m ü. NHN hoher Berg in den Bayerischen Alpen. Er besteht aus einem felsigen und bewaldeten Grat mit zwei Gipfeln, dem 1412 m ü. NHN hohen Hauptgipfel im Westen sowie dem 1312 m ü. NHN hohen östlichen Nebengipfel. An seinem Südhang steht die gleichnamige Jackelberg-Alm und in direkter Nachbarschaft die Kelheimer Hütte des DAV.

## Geographie
Der Jackelberg ist Teil der Wendelsteingruppe im Mangfallgebirge. Er bildet die südöstliche Verlängerung der Berge Käserwand (1690 m ü. NHN) und Wildalpjoch (1720 m ü. NHN), die ihn von der Kesselwand (1721 m ü. NHN) und dem bekannteren Berg Wendelstein (1838 m ü. NHN) trennen. Im Süden und Osten schließt sich das weitläufige Arzbach- oder Arzmoos-Tal an. Am östlichen Fuß des Jackelbergs befindet sich der ca. 30 Meter hohe Arzmoos-Wasserfall, über den der Arzbach vom oberen ins untere Arzmoos fällt. In der Nähe des Wasserfalls befindet sich ein alter aufgelassener Stollen. In südlicher Nachbarschaft des Bergs befindet sich das Sudelfeld mit seinen Ski-Anlagen, dazwischen verläuft die Sudelfeldstraße (Bundesstraße 307) zwischen Bayrischzell und Brannenburg (über die Tatzelwurmstraße) sowie der Auerbach.

## Geologie
Der Berg besteht hauptsächlich aus Muschelkalk, Partnachschichten und Wettersteinkalk. Der wellige Hang wird durch Gräser und Baumgruppen, der Grat durch Nadelgehölze und Verwitterungsboden bedeckt. Der Gipfel des Jackelberg liegt zusammen mit den nordwestlich liegenden Nachbarbergen im 4,9 km2 großen Landschaftsschutzgebiet „Erweitertes Soinkargebiet“.

## Erschließung
Zum Gipfel des Jackelberg führt kein befestigter Weg, weshalb er kaum frequentiert ist und Trittsicherheit erfordert. Ein Gipfelbuch ist seit 2015 vorhanden. Von der Bundesstraße 307 führt eine für den Verkehr gesperrte Straße in Richtung Norden zur Schweinsteigeralm, wo ein Weg in Richtung Osten zur Kelheimer Hütte und zur Jackelberg-Alm abzweigt und ein weiterer Weg zur Steinbeiss-Hütte weiter im Norden führt. Verschiedene Wanderrouten führen am Jackelberg entlang, vom Arzmoos geht ein Weg an der Ost- und Südseite in Richtung Kelheimer Hütte, im Westen führt ein beliebter Weg Richtung Käserwand und Wildalpjoch.

### Jackelberg-Alm
Die Jackelberg-Alm (1135 m ü. NHN) ist eine „behirtete Alm“; das entspricht der Jausenalm. Der massive, 20 Meter lange und leicht verputzte Kaser mit angebautem Stall befindet sich in Privatbesitz und wird in den Sommer- und Herbstmonaten almwirtschaftlich, hauptsächlich mit Kühen, genutzt. Ursprünglich war die Alm im Besitz von Otto von Steinbeis, der sie dann mit der Kogler Alm getauscht hat. Die mittlerweile abgetragene Kogler Alm stand am sehr steilen Osthang des Wildalpjoch und wurde bereits vor 1951 stillgelegt. Die Jackelberg-Alm bietet einen weiten Blick über den steilen Südhang zu Dümpfel (1354 m ü. NHN), Schreckenkopf (1316 m ü. NHN) und zum Sudelfeld, bei gutem Wetter sogar bis zum österreichischen Kaisergebirge. Oberhalb des Alm-Gebäudes befindet sich eine Wasserquelle.

### Kelheimer Hütte
Die Kelheimer Hütte mit ihrem großen Bruchsteinsockel wurde 1961–1964 als Schutzhütte der Sektion Kelheim des Deutschen Alpenvereins in direkter Nachbarschaft zur Alm am Jackelberg erbaut. Übernachtungen sind möglich.

### Wittmann-Hütte
Gleich unterhalb der Kelheimer Hütte befindet sich die kleine private Wittmann-Hütte aus dem Jahr 1947.

### Steinbeiss-Hütte
Im oberen Bereich der Lichte, südwestlich des Hauptgipfels des Jackelbergs, befindet sich die Steinbeiss-Hütte von 1787. Die Hütte war ursprünglich eine Almhütte und wurde später von Steinbeis, dem Erbauer der Wendelstein-Zahnradbahn erworben. Nach dem Krieg wurde das Gebäude umgebaut und erhöht.

## Sonstiges
In Kolbermoor im Landkreis Rosenheim (in dem sich auch der Jackelberg befindet) ist die Jackelbergstraße nach dem Berg benannt.

## Galerie

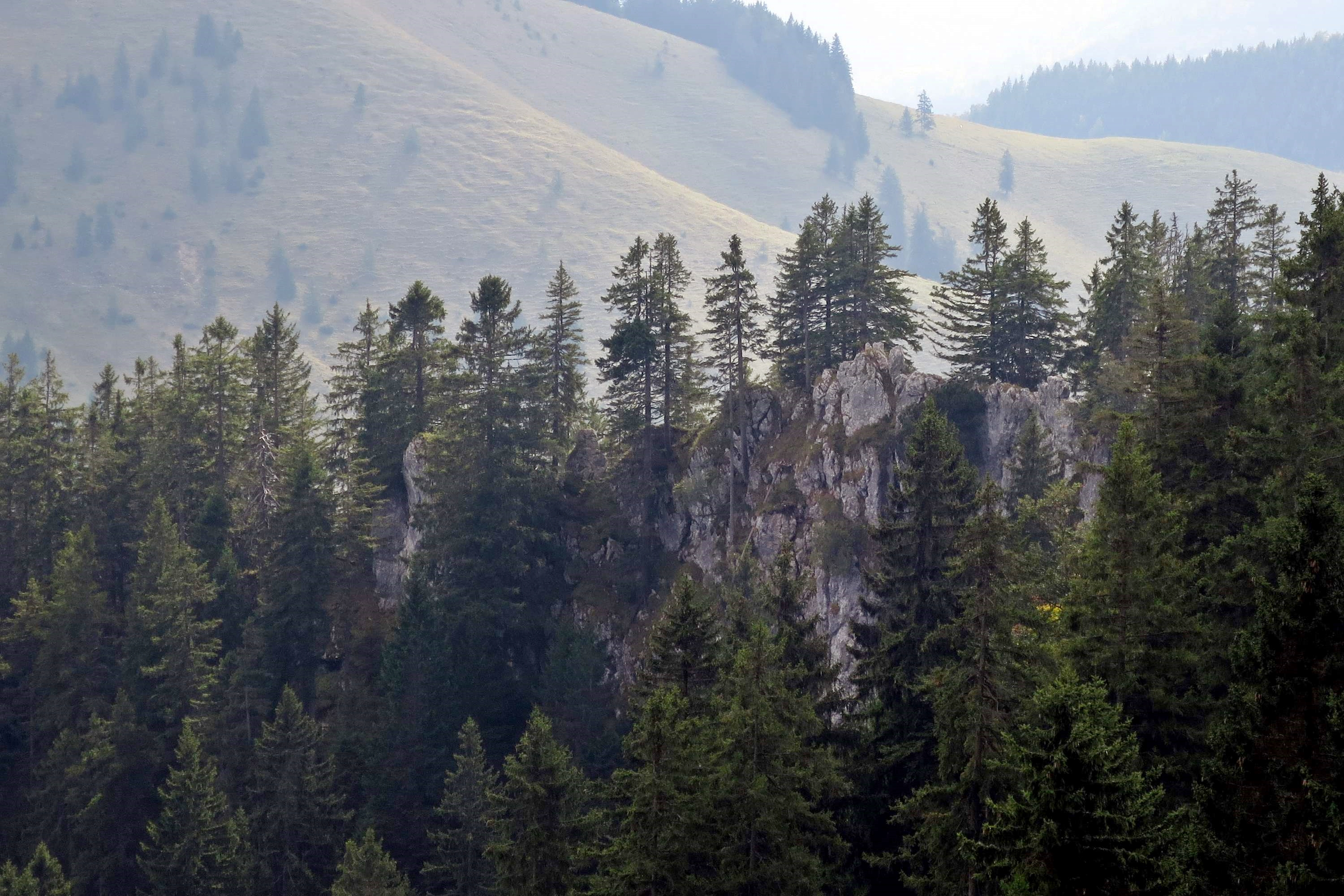
Felsgrat des Jackelbergs
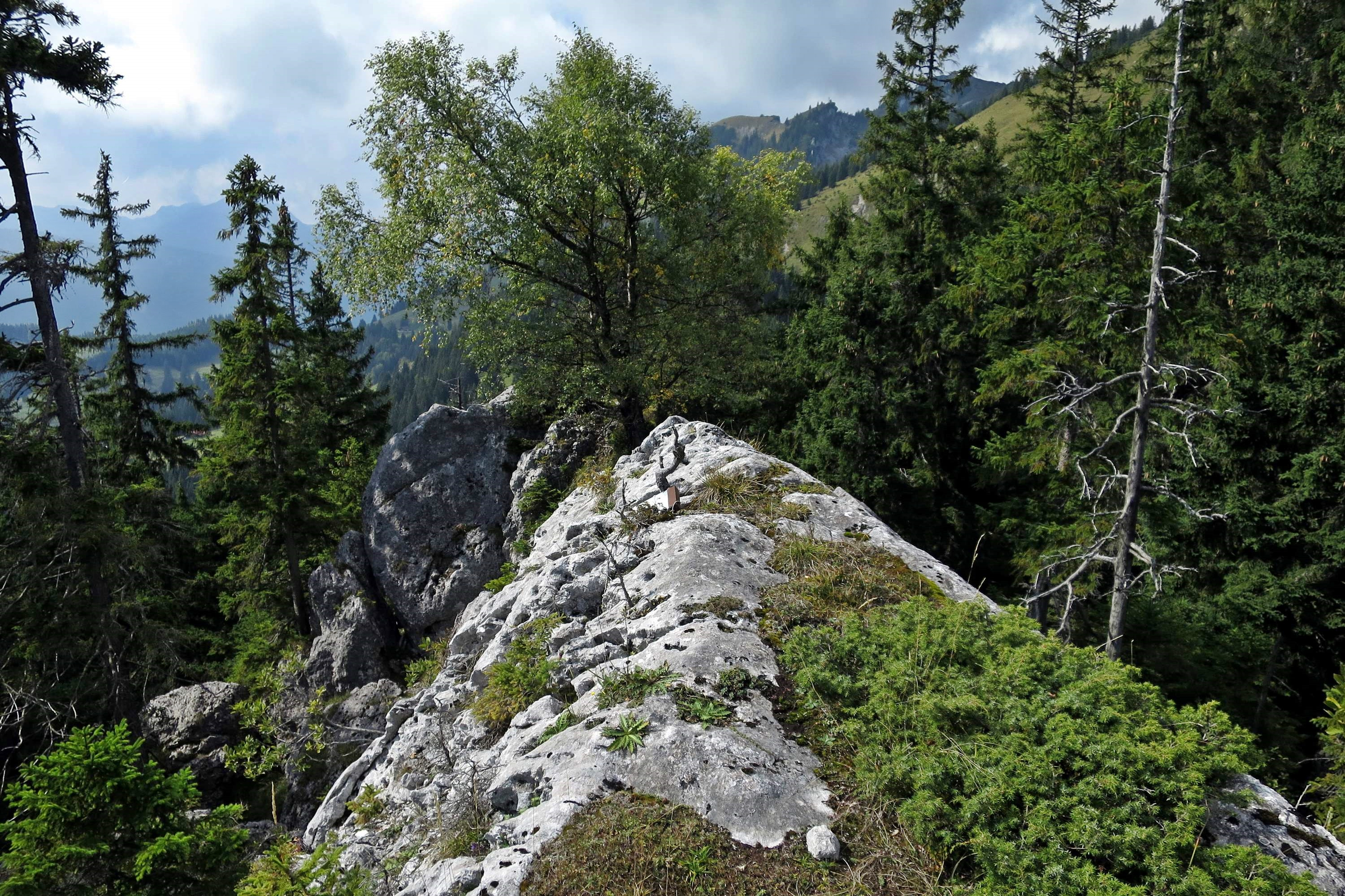
Jackelberggipfel mit Blick auf den Tagweidkopf in Bayern
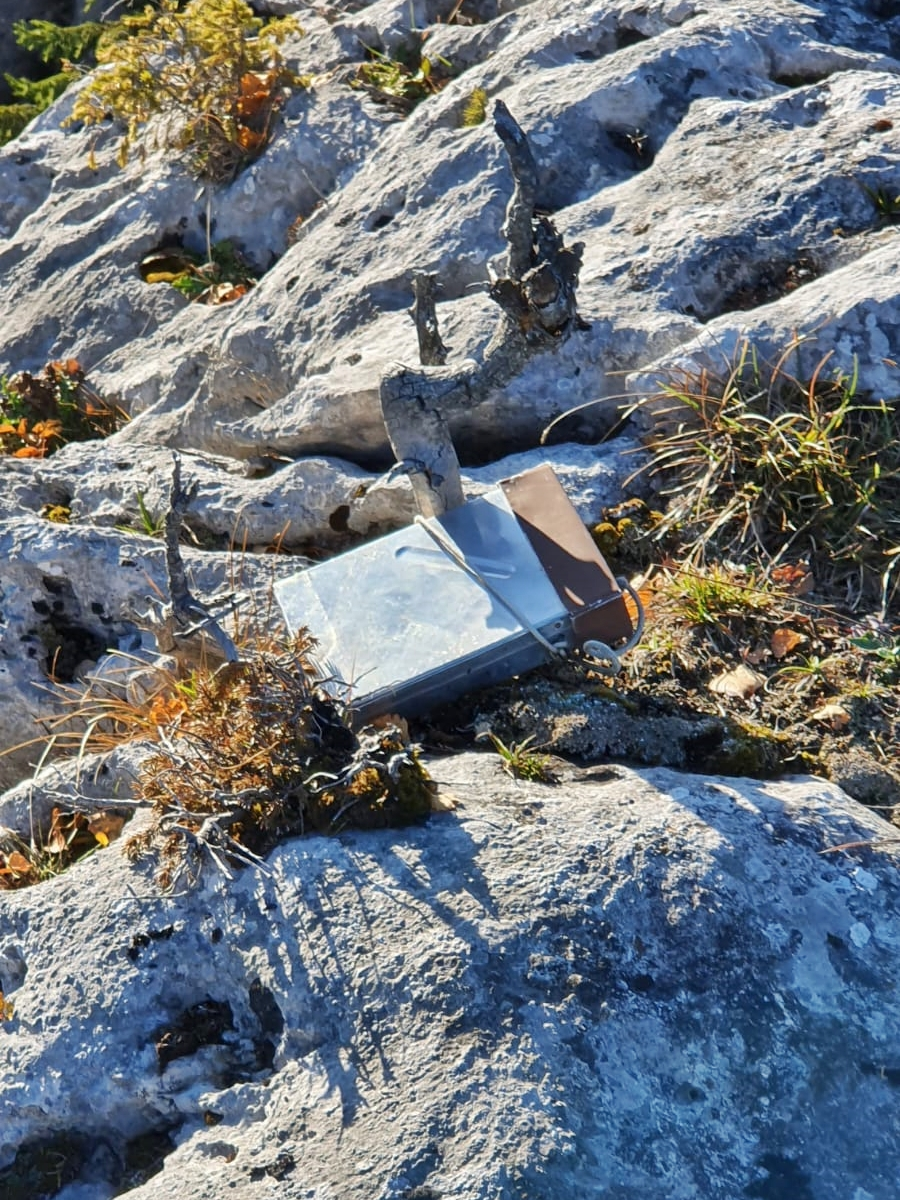
Metall-Kassette mit Gipfelbuch auf dem Hauptgipfel
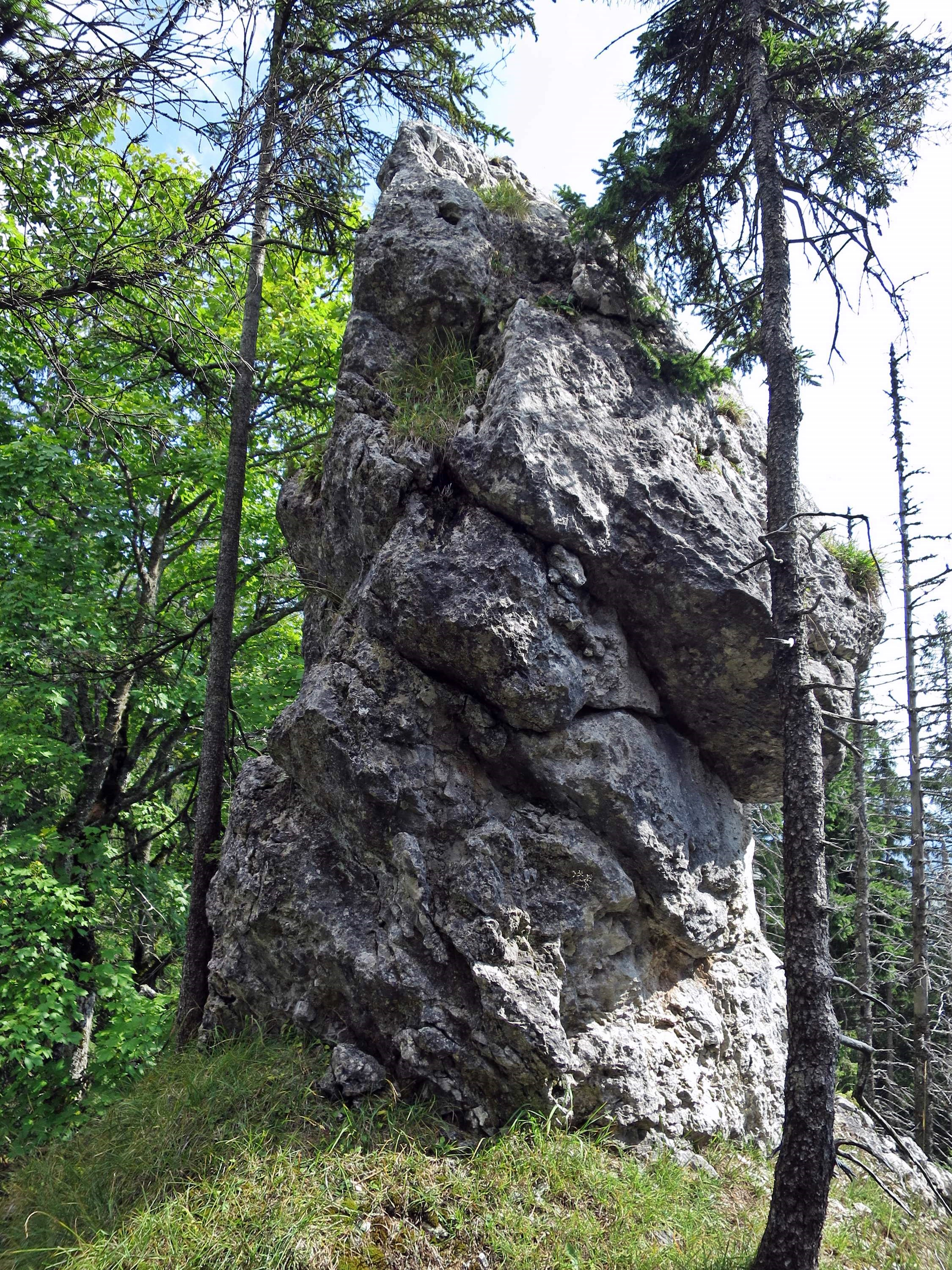
Felsturm vor dem Gipfel
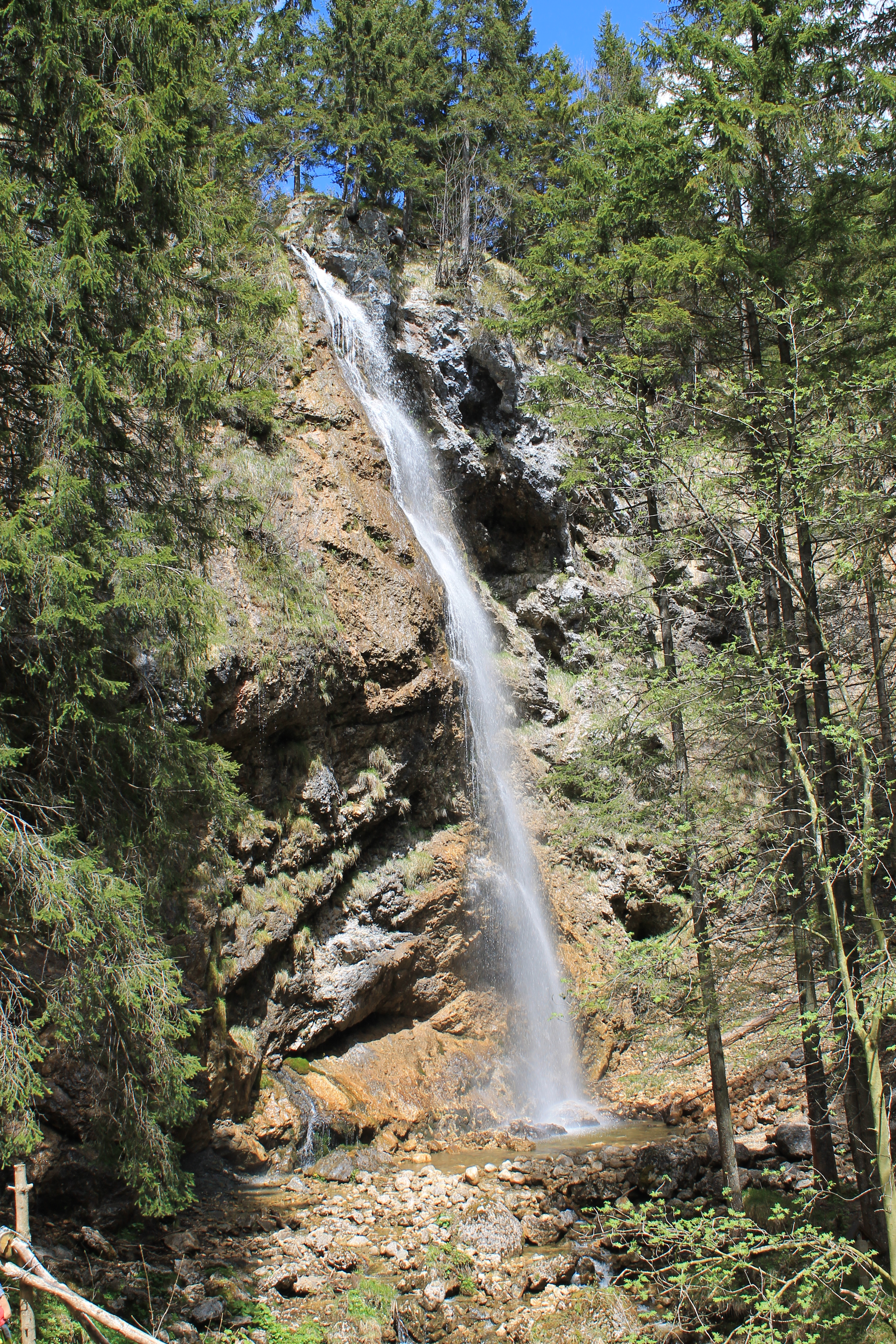
Arzmoos-Wasserfall
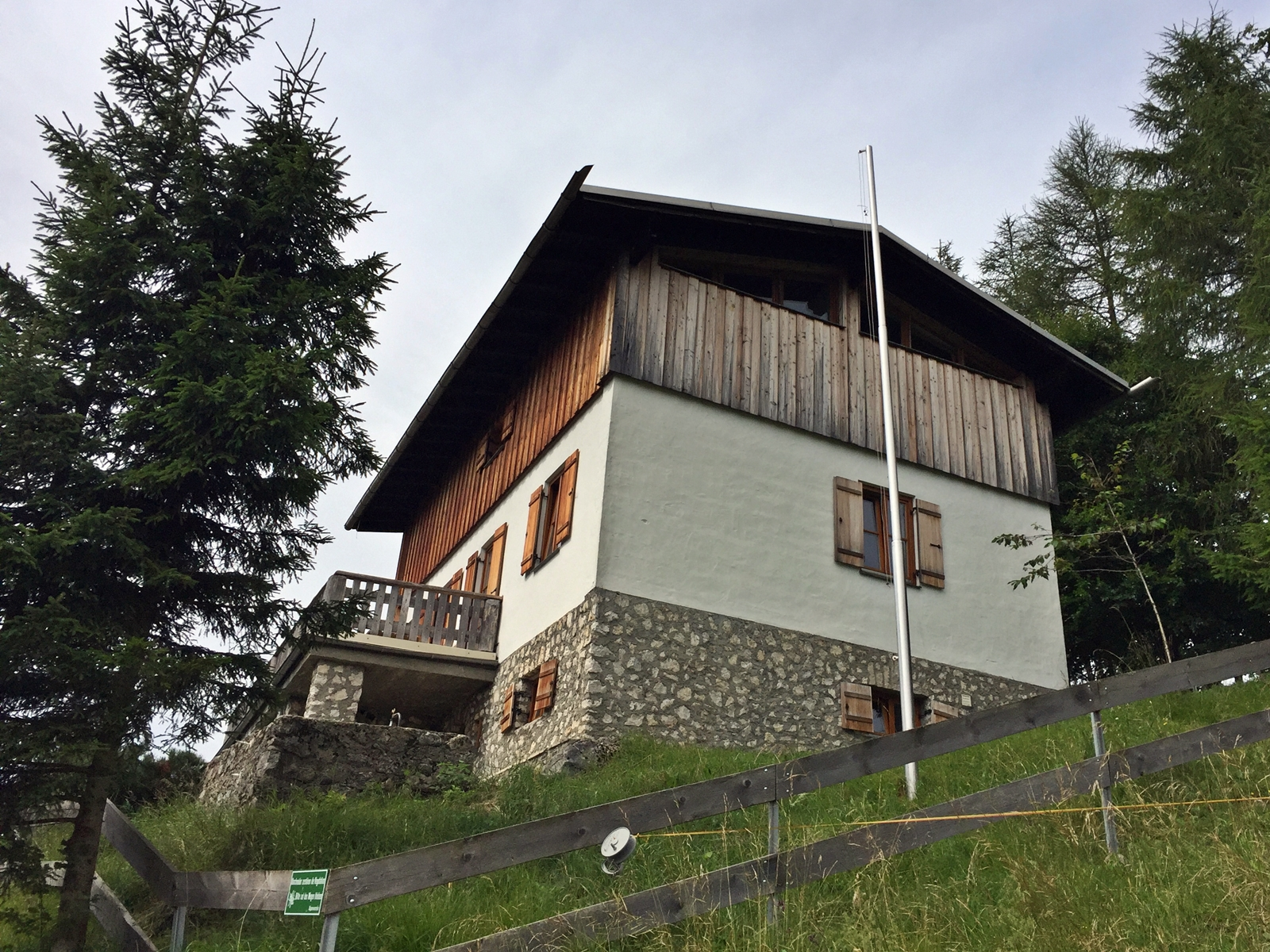
Kelheimer Hütte
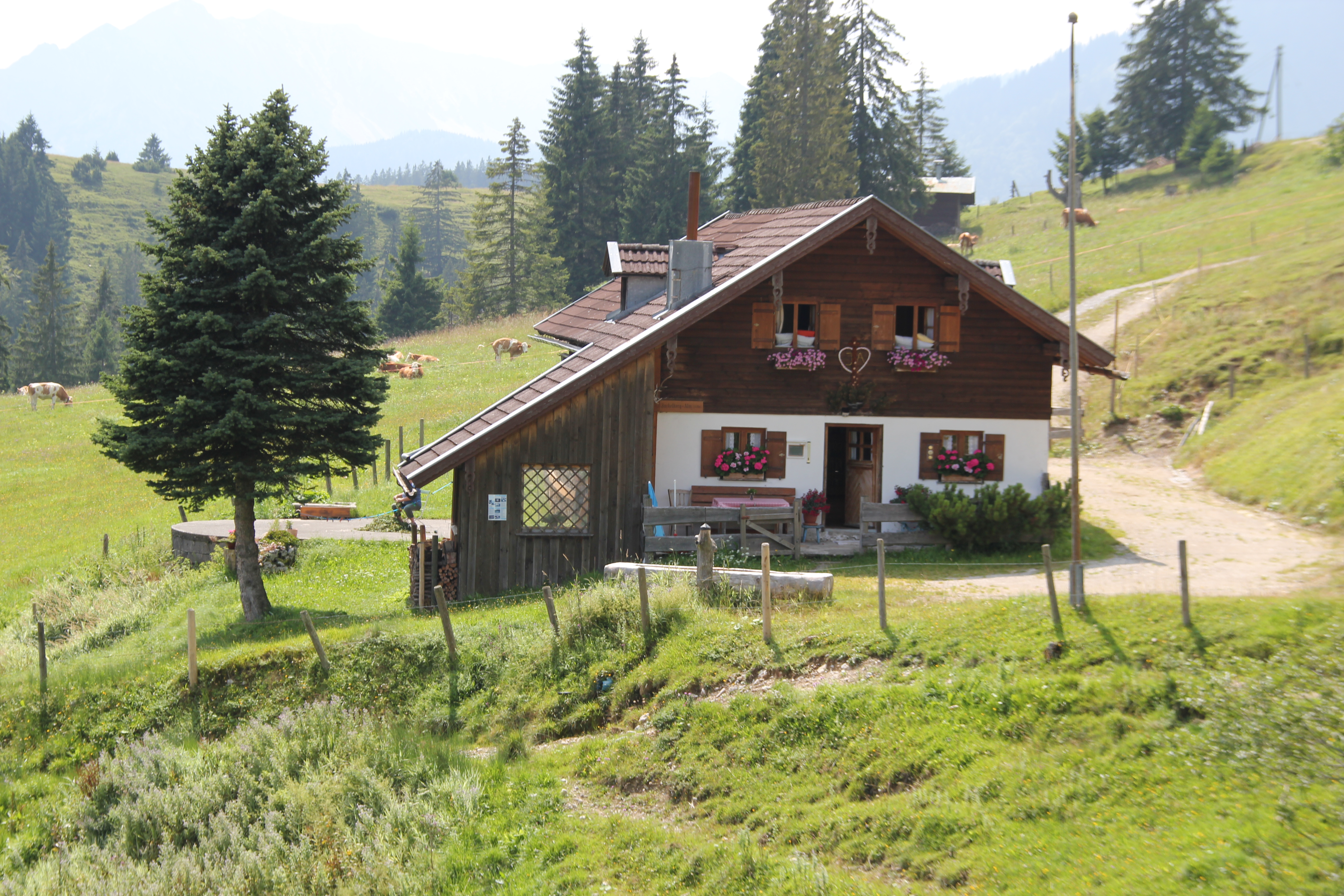
Jackelberg-Alm
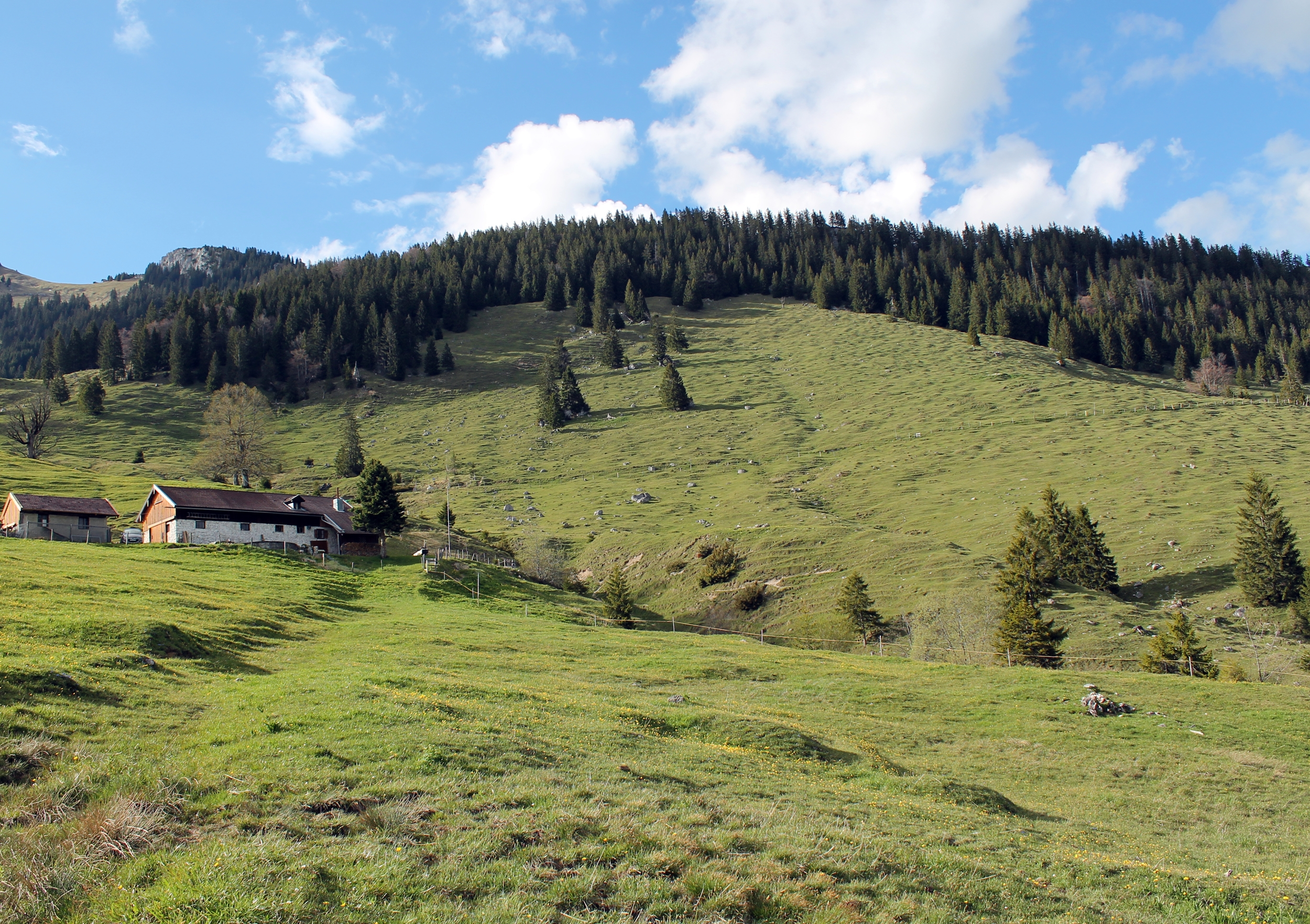
Blick auf Jackelberg Südseite mit Alm
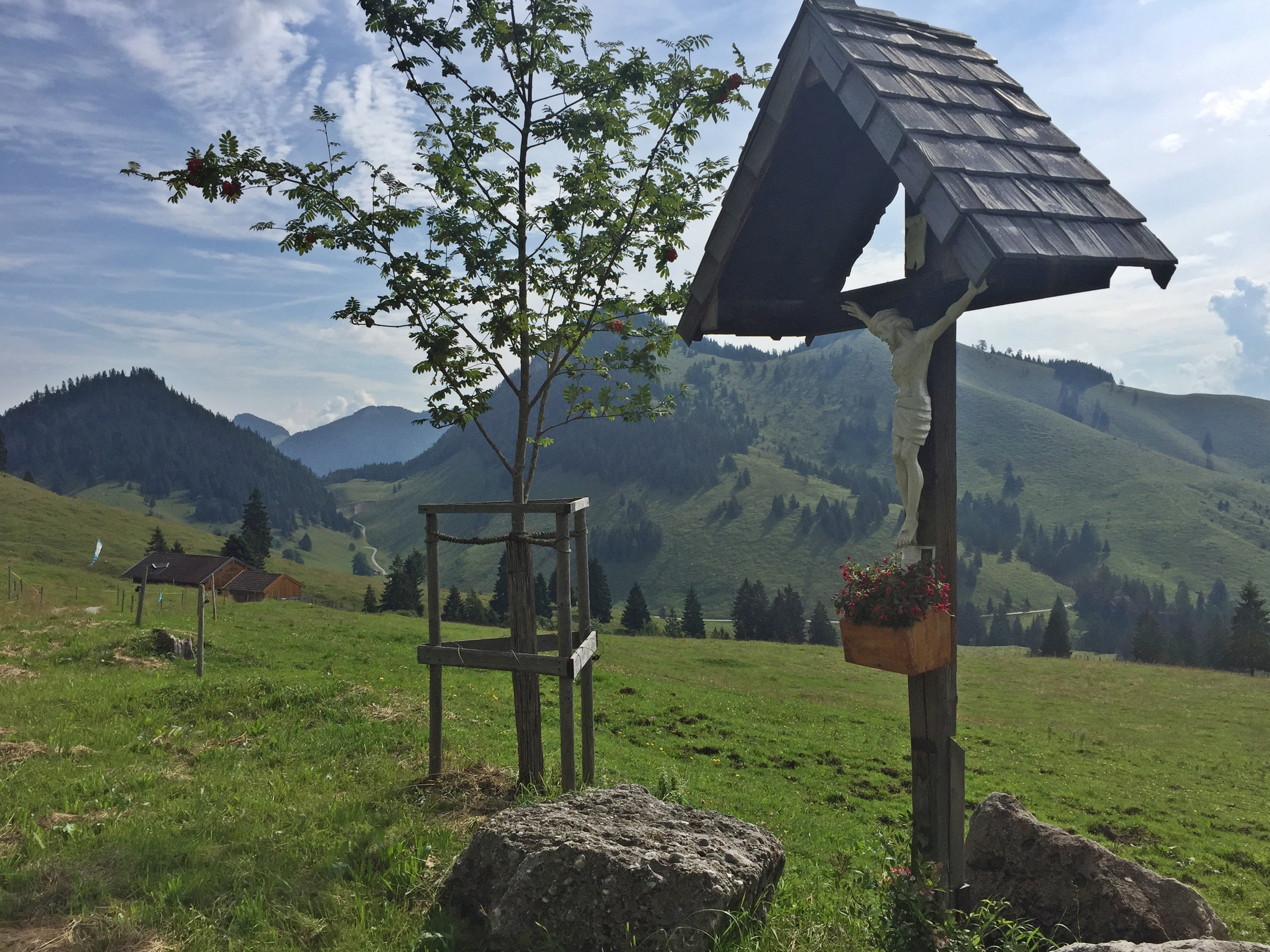
Flurkreuz zwischen Jackelberg-Alm und Kelheimer Hütte
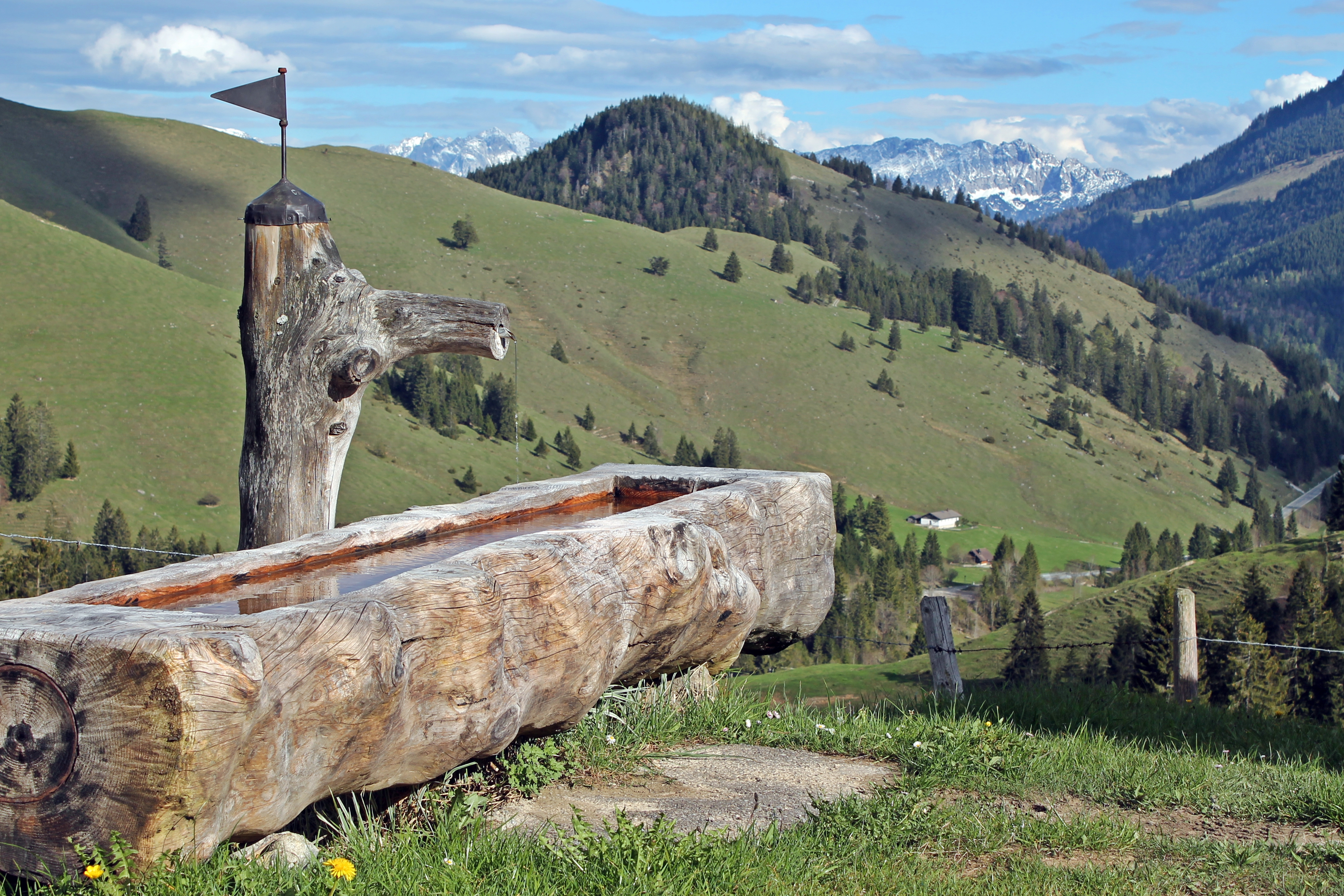
Holz-Brunnen am Jackelberg, im Hintergrund das Kaisergebirge (AT)